# 三渓駅
三渓駅（さんけいえき）は、中華人民共和国広東省広州市天河区黄埔大道東と桃園東路の交差点にある広州地下鉄5号線の駅である。

## 歴史
- 2009年12月28日：開業[1]。

## 駅構造
島式ホーム1面2線を有する地下駅。魚珠側には、魚珠車両基地に接続する引き上げ線1線が設置されています。

### のりば
| 番線 | 路線    | 行先             |
| ---- | ------- | ---------------- |
| 1    | ■ 5号線 | 黄埔新港方面     |
| 2    | ■ 5号線 | 広州駅・滘口方面 |

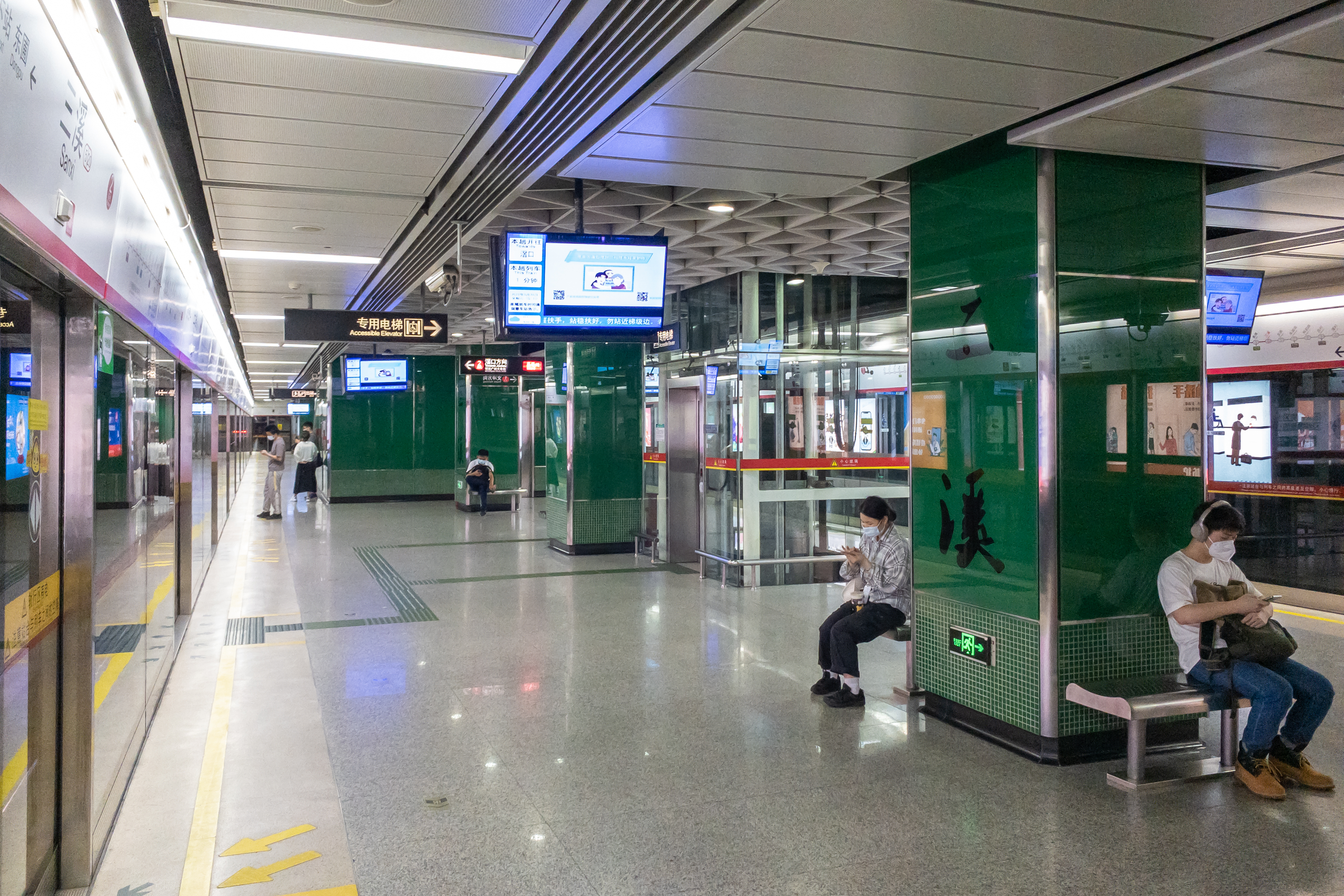
ホーム（2022年5月）
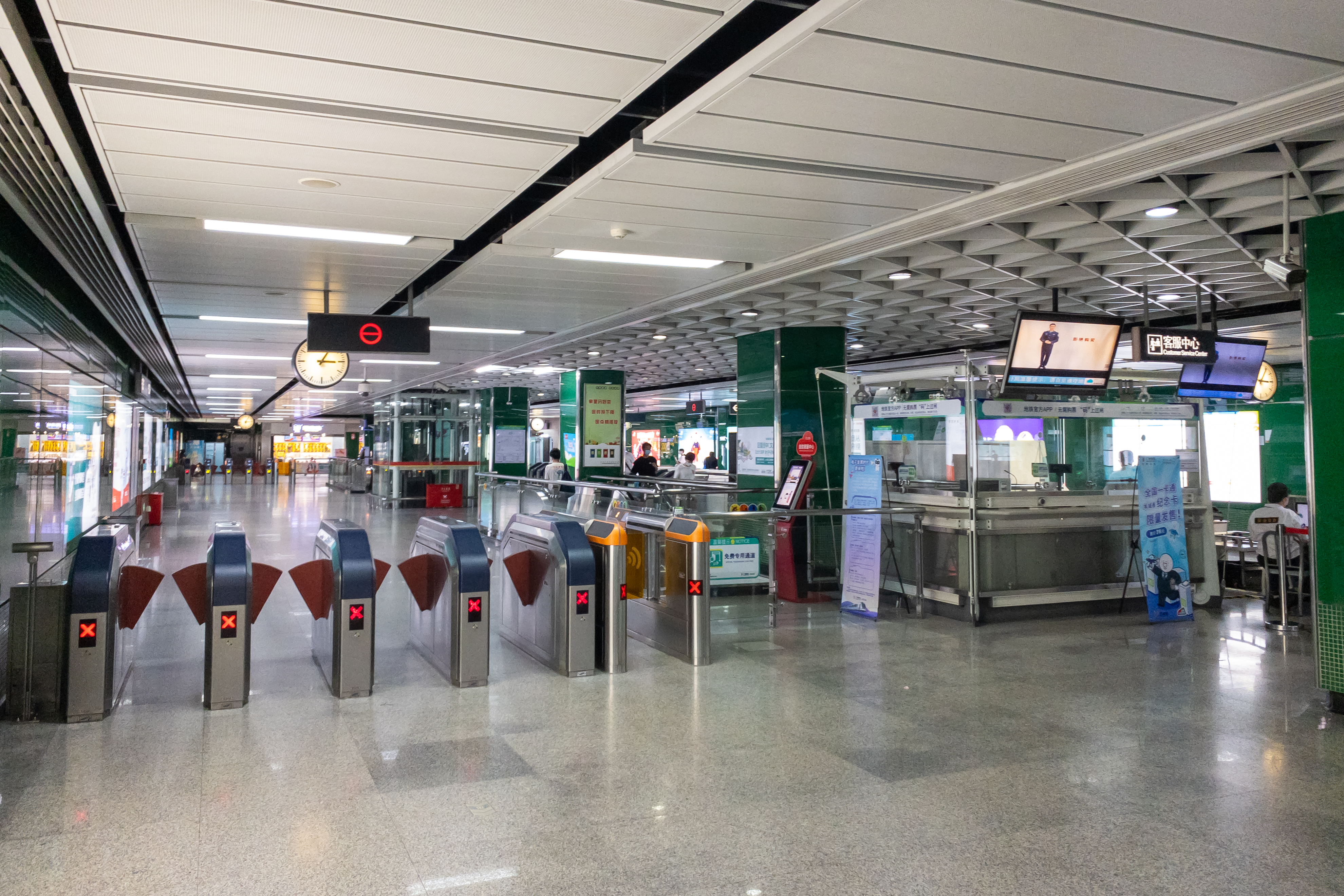
コンコース（2022年5月）

## 隣の駅
広州地下鉄
■ 5号線
東圃駅 - 三渓駅 - 魚珠駅